# Рот, Габриелла
Габриелла Рот (англ. Gabrielle Roth; 4 февраля 1941 — 23 октября 2012) — исполнительница, режиссёр, танцор, философ и преподаватель, работавшая в жанрах World music и Trance, питающая особый интерес к шаманизму. Известна, как «городской шаман», была основателем музыкального коллектива «The Mirrors», а также техники медитации в движении и танце «5 ритмов».

## Дискография

### Записи студии Raven Recordings
- Still Chillin'
- Refuge (рус. «Прибежище») (совместно с Борисом Гребенщиковым)
- Tribe
- Bardo (рус. «Переправа») (совместно с Борисом Гребенщиковым)
- Zone Unknown
- Stillpoint
- Tongues
- Luna
- Trance
- Waves
- Ritual
- Bones
- Initiation
- Totem
- The Raven Classics (4CD)
- Endless Wave
- Endless Wave 2
- Music for Slow Flow Yoga
- Music for Slow Flow Yoga 2

### Записи на других студиях
- Path: An Ambient Collection (1995) Windham Hill Records
- Conversations With God: A Windham Hill Collection (1997) Windham Hill Records